# Сотільйо-дель-Рінкон
Сотільйо-дель-Рінкон (ісп. Sotillo del Rincón) — муніципалітет в Іспанії, у складі автономної спільноти Кастилія-і-Леон, у провінції Сорія. Населення — 206 осіб (2010).
Муніципалітет розташований на відстані близько 190 км на північний схід від Мадрида, 22 км на північний захід від Сорії.
На території муніципалітету розташовані такі населені пункти: (дані про населення за 2010 рік)
- Альдеуела-дель-Рінкон: 33 особи
- Молінос-де-Расон: 37 осіб
- Сотільйо-дель-Рінкон: 136 осіб

## Демографія
Динаміка населення (INE ):

## Галерея зображень

Розташування муніципалітету Сотільйо-дель-Рінкон